# Belinda Green
Belinda Roma Green (Sydney, 4 de maio de 1952) é uma modelo e rainha da beleza da Austrália que venceu o concurso Miss Mundo 1972.
Aos 20 anos de idade, ela foi a segunda mulher de seu país a ganhar o título, tendo sido antecedida por Penelope Plummer, coroada em 1968.

## Biografia
Belinda nasceu em Blacktown, no subúrbio de Sydney, e era chamada por sua família como "Linnie", conhecida desde a infância por trazer para casa cães e gatos abandonados. Segundo o ABC da Austrália, ela dizia ainda menina que quando crescesse queria viver cercada de animais.
Sua mãe, chamada Gwen, era camareira e segundo o Dayli Telegraph, Belinda teve muito pouco na infância.

## Participação em concursos de beleza
Belinda venceu o Miss Tasmania e o Miss Australian Beach Girl, o que lhe deu o passe para ir para o Miss Mundo, concurso que ela venceu no Royal Albert Hall, em Londres.

## Vida após os concursos de beleza
Belinda trabalhou na televisão e se envolveu com projetos caritativos, tendo ganhado a Ordem da Austrália (original, em inglês: Order of Australia) em 2013. Ela também trabalhou no resgate e cuidados de animais selvagens, como cangurus, e estudou Veterinária.
Seu segundo marido foi John Singeton, com quem teve duas filhas, e atualmente ela é casada pela terceira vez, com o fazendeiro Steve Mason.
Em 2013, segundo o Daily Telegraph, ela disse que não sentia falta de ter sido Miss Mundo: "Para mim, a experiência foi boa, mas minha vida nunca girou em torno de minha aparência. Tudo era tão superficial, sendo julgada por minha aparência e eu sempre entendi aquilo. No fim de um ano, eu apenas queria voltar para casa."

## Curiosidade
No mesmo ano em que venceu o Miss Mundo, sua conterrânea Kerry Anne Wells venceu o Miss Universo 1972. 